# Alfred Nyström

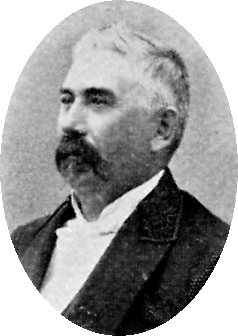
Gustaf Alfred Nyström.

Gustaf Alfred Nyström, född 11 mars 1844 i Medevi, Östergötlands län, död 15 februari 1897 i Djursholm, Danderyds församling, Stockholms län, var en svensk skulptör. 

## Barn- och ungdom
Fadern Gustaf Nyström var smed vid Medevi brunn och modern Carolina Ersdotter var brunnsflicka. Vid giftermålet var hon redan gravid och det har spekulerats i om den mörkhårige och konstnärligt lagde Alfred kan ha haft påbrå från någon brunnsgäst. Då Alfred Nyström var fem år flyttade familjen till herrgården Kyleberg i Svanshals socken söder om Tåkern. Herrgården innehades av general Edenhjelm, men bytte 1850 ägare till Charlotte och Axel Dickson, vilka senare fick stor betydelse som mecenater åt Alfred Nyström. Med fattiga föräldrar fick Alfred Nyström börja arbeta tidigt, bland annat som smed.

## Utbildning och verk

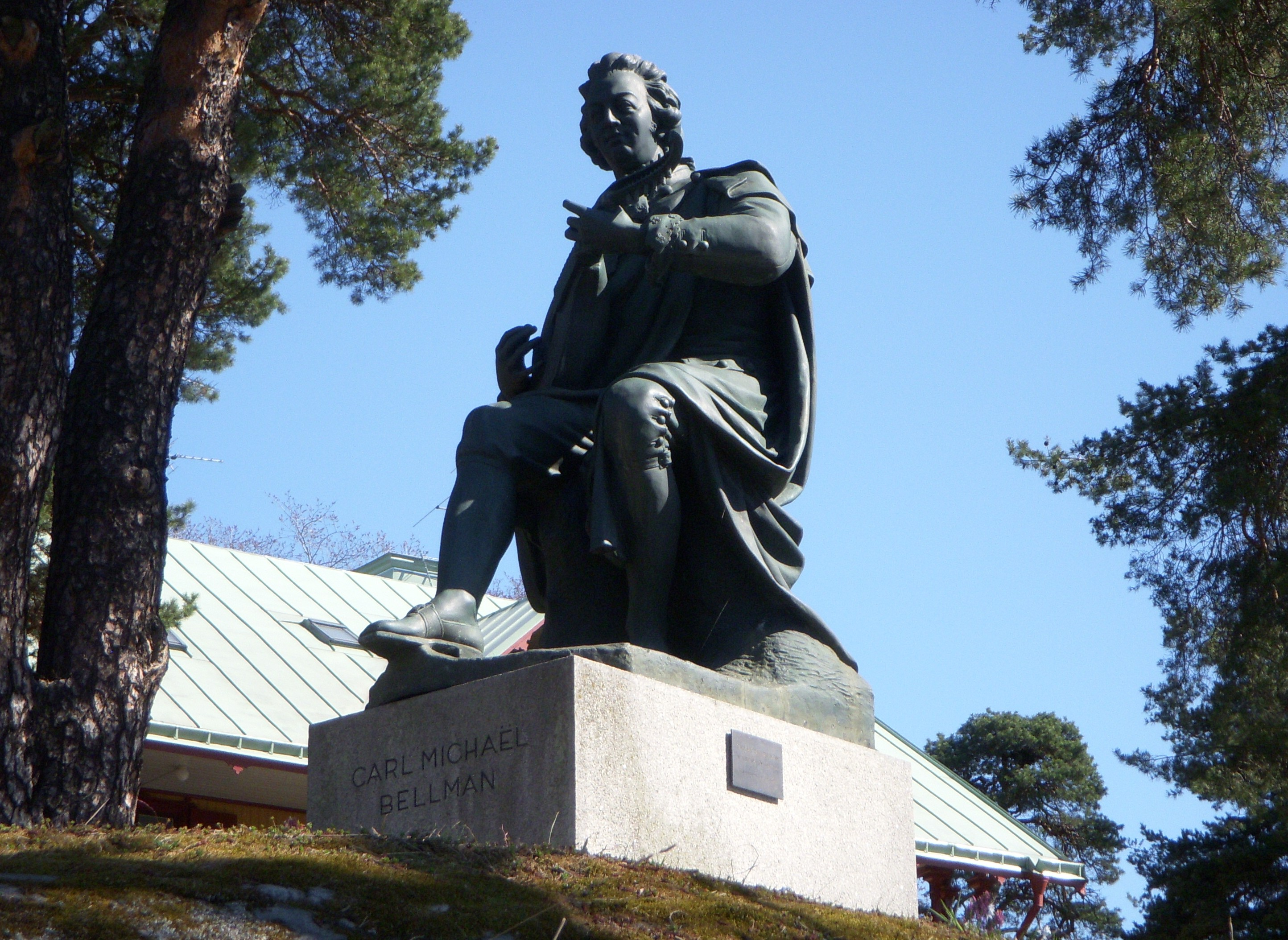
Bellmanstatyn vid Kräftriket intill Brunnsviken i Stockholm.

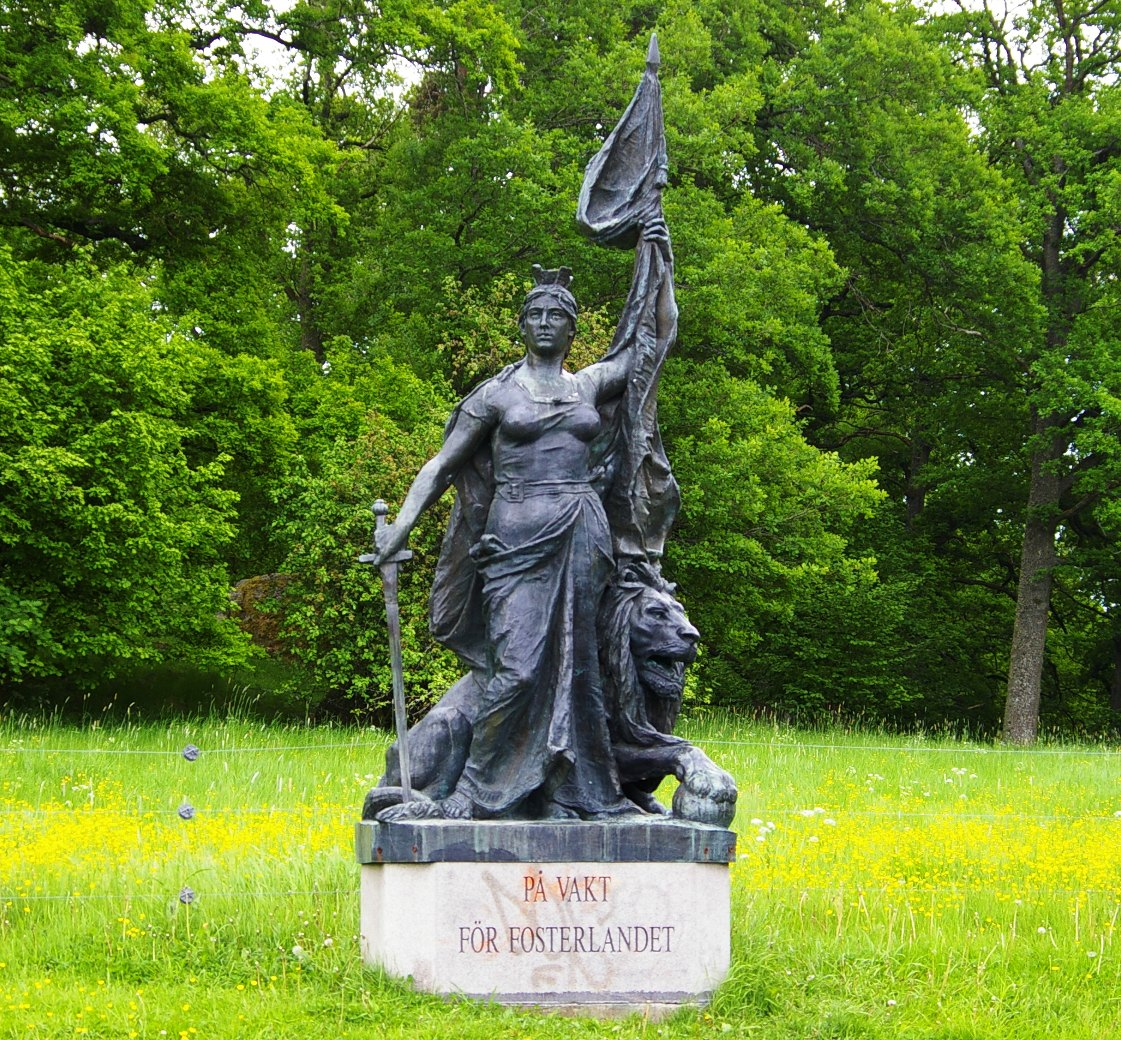
Moder Svea eller På vakt för fosterlandet, Berga minnespark, Linköping.

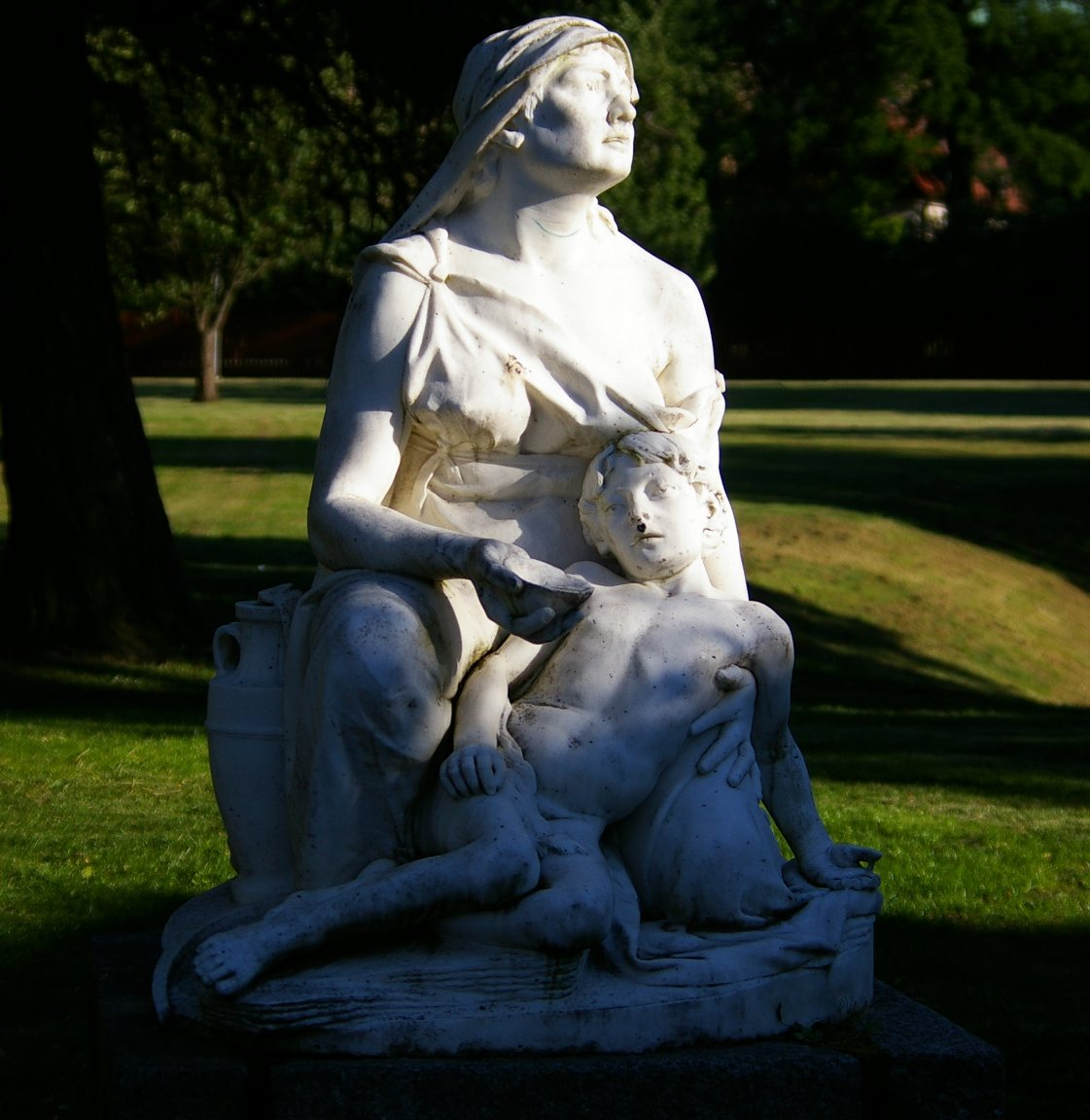
Hagar och Ismael, Östergötlands länsmuseum, Linköping.

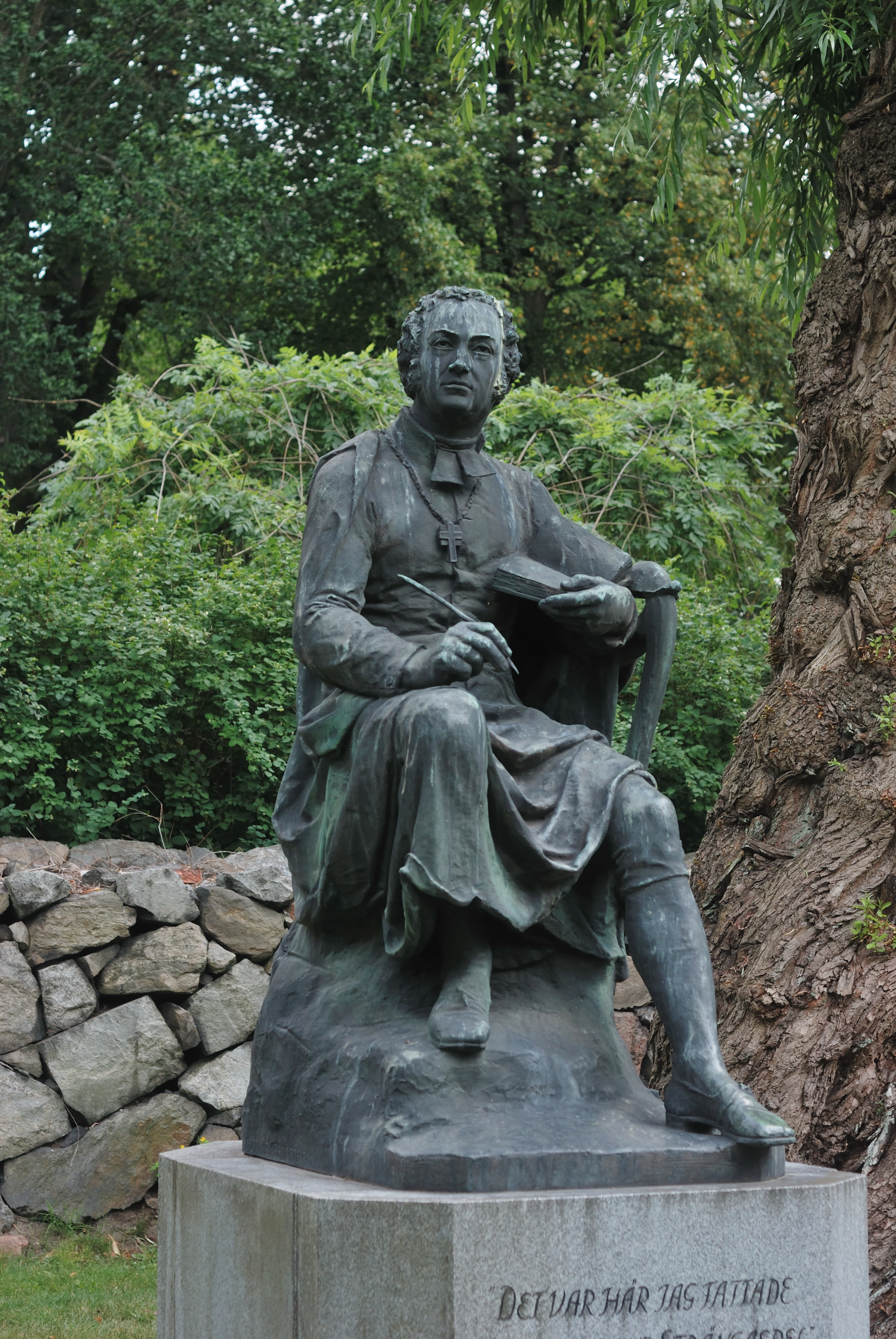
Skulptur av psalmdiktaren och ärkebiskopen Johan Olof Wallin (1779–1839). Skulpturen modellerades 1882 av konstnären Alfred Nyström, men kom inte på plats förrän 1922. Skulpturen är placerad vid Solna kyrkby i området kring Solna kyrka.

Fritidsintresset för teckning, uppmuntrat av herrskapet Dickson, fick honom att resa till Stockholm, där han 1866 blev elev vid Konstakademien med skulptören Johan Peter Molin som lärare. Han beundrade den danske neoklassiske skulptören Bertel Thorvaldsen och tog intryck av konsthistorikern Lorentz Dietrichson. Han umgicks med August Strindberg och kallas Albert i dennes självbiografiska roman Tjänstekvinnans son. 1870 fick han uppdraget att göra den staty i bronserad zink av Bellman där Strindberg satt modell. Verket avtäcktes 1872 på Hasselbacken på Djurgården i Stockholm. Den var hans debutverk och blev mycket uppskattad. En kopia av detta verk finns i Kräftriket, där Bellman blickar ut över Brunnsviken.
Han studerade 1872–1875 i München, arbetade 1875–1884 i Rom, vistades en kort tid i Danmark och återvände 1885 till Stockholm, där han ordnade en utställning med sina egna verk. Några av dessa var utkast, som han aldrig fick beställningar på. Han blev 1885 agré och 1889 ledamot av Konstakademien.
Alfred Nyström var också engagerad i att rädda naturmiljön runt sjön Tåkern, som hotades av ett föreslaget sjösänkningsprojekt, vilket Göran Bergengren har skrivit om. 1890 köpte han Glänås frälsegård som sommarnöje, belägen intill brodern Karl Leonards bostad.
Nyström hade en beundrare i Anton Ridderstad, grundläggare av Östergötlands länsmuseum. På sin gård Berga anlade Ridderstad en skulpturpark, Berga minnespark, där Nyström fick en hedersplats. Han var gift med Dagmar Weber (1856–1920) från Danmark. De är begravda på Djursholms begravningsplats.
Nyström är representerad vid bland annat Nationalmuseum i Stockholm.

## Skrifter
- Konstfrågor (1887)
- Skulpturer af Alfred Nyström alternativ titel Skulptur-arbeten afbildade i ljustryck (1889)

## Skulpturer i urval
- Bellmanstatyn (1872), staty i bronserad zink, på Hasselbacken i Stockholm, kopia vid Brunnsviken
- Sovande yngling (1875), för vilken han fick Münchenakademins "große Ehrenmünze"
- Okänd (Roma 1878), signerad porträttbyst i marmor av okänd kvinnoperson, Nääs slott[4]
- Idyll (1880), marmor
- Våren (1881), marmor
- Napolitanskan (1881), marmorbyst
- Flickan med blomman och fjärilen (1881 eller 1884), marmorstaty
- Romersk kyrkogångerska (1881 eller 1884), marmorstaty
- Fiskarflicka från Amalfi (1883)
- Hagar och Ismael i öknen (1884), marmorgrupp i kroppsstorlek,
- Johan Olof Wallin (1885), gipsstaty av stora mått
- Erik Gustaf Geijer (1885), byst och utkast till staty
- Projekt till ett nationalmonument öfver svenska skalder (1885), bestående av många figurer
- Karl XV, skiss till ryttarstod
- Johan af Kleen (1887), byst,
- Moder Svea eller På vakt för fosterlandet (1891), porträttgrupp,
- Trippelalliansen
- Karl X Gustav, skiss till ryttarstaty i Malmö (ej antagen)
- Magnus Stenbock, skiss till staty i Helsingborg (ej antagen)